# Lampetra fluviatilis
Lampetra fluviatilis là một loài cá không hàm thuộc họ Petromyzontidae. Loài này được tìm thấy ở các vùng biển ven bờ bao quanh gần như toàn châu Âu từ phía tây bắc Địa Trung Hải về phương bắc đến các hồ của Phần Lan, Scotland, Na Uy (hồ Mjosa), Wales (Cors Caron) và Nga, bao gồm cả sông ở Alps. Nó là ký sinh trùng của cá. Nó bám vào hông hay mang của cá nhờ giác hút và bắt đầu ăn vào bên trong. Lampetra fluviatilis có một chu kỳ sinh sản giống như của cá hồi.

## Hình ảnh

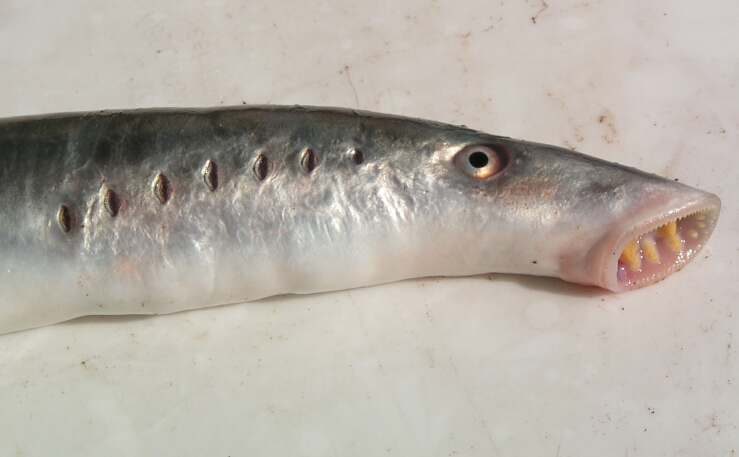
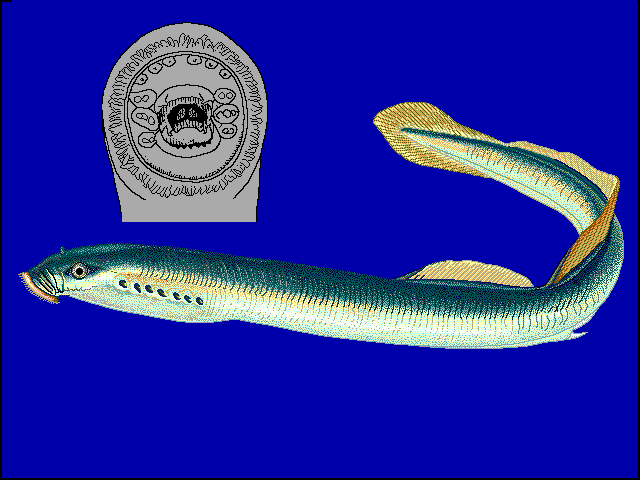
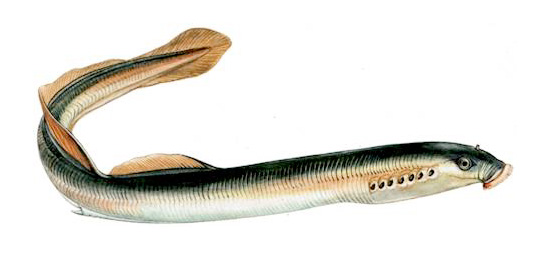
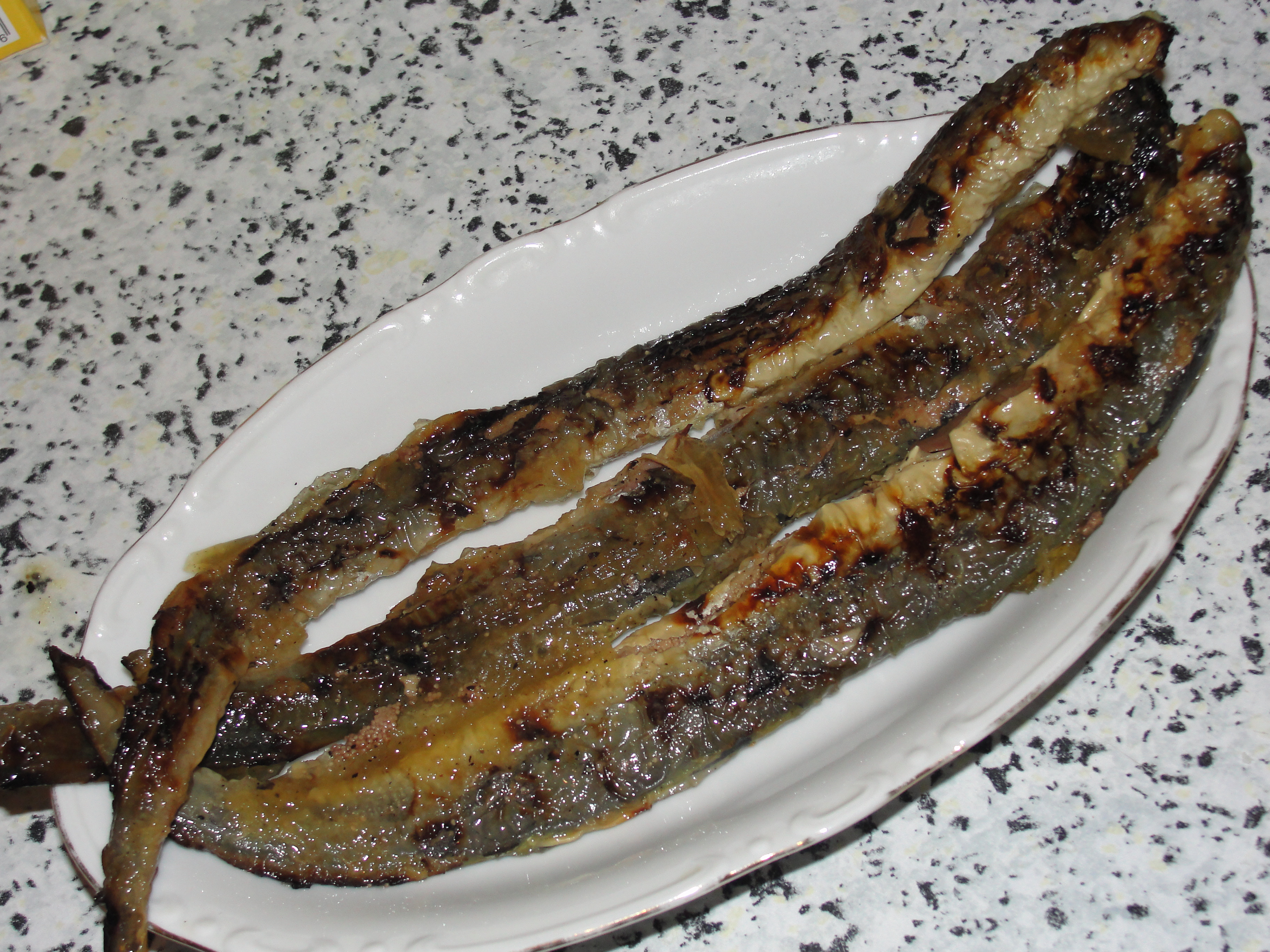